# 14. јануар
14. јануар је четрнаести дан у години у Грегоријанском календару. 351 дан (352 у преступним годинама) остаје у години после овог дана.

## Догађаји
- 1301 — Смрћу Андрије III окончана је владавина Арпадоваца над Угарском.
- 1504 — 
  - Папа Лав X је издао папску булу против ропства.
  - Шпанија је анектирала Кубу.
- 1761 — У Индији се водила Трећа битка код Панипата између Авганистанаца под Ахмадом Шахом Дурраном и Марата.
- 1784 — САД ратификовале мировни уговор са Великом Британијом, чиме је и формално окончан Амерички рат за независност.
- 1809 — Велика Британија и Шпанија склопиле савез против француског цара Наполеона I.
- 1814 — Дански краљ Фредерик VI је према Килском споразуму препустио Норвешку Шведској у замену за повраћај Помераније.
- 1826 — У Пешти основана Матица српска на иницијативу Јована Хаџића (Милош Светић) и богатих српских пештанских и будимских трговаца Гаврила Божитовца, Јована Деметровића, Јосифа Миловука, Петра Рајића, Андрије Розмировића и Ђорђа Станковића. То књижевно и културно друштво, које је одиграло огромну улогу у процвату науке и културе Срба у Војводини, убрзо је почело да издаје „Летопис Матице српске“, најстарији српски књижевни часопис. Матица је 1864. пресељена у Нови Сад, где је и сада.
- 1840 — У кнежевини Србији за школску славу је проглашен Савиндан, празник у спомен на великог српског просветитеља и заштитника школства Светог Саву, оца српске државотворности, првог српског архиепископа, утемељивача српске дипломатије, књижевности, законодавства, здравства. Прва прослава Светог Саве као школског патрона одржана је 1812. у Земуну, одакле се брзо проширила у све делове српства, а химна Светом Сави први пут је изведена 1839. у Сегедину.
- 1842 — У Иригу српски писац и игуман манастира Крушедол Димитрије Крестић отворио прву српску читаоницу с библиотеком, коју је и основао. Читаоница је читав век примала сву важнију српску и југословенску штампу и стране часописе, али су ту драгоцену збирку 1944. у Другом светском рату уништиле усташе минирањем зграде библиотеке.
- 1858 – Napoleon III izbegao је pokušaj atentata.
- 1867 — У оквиру балканских национално-ослободилачких савеза против Отоманског царства, Влада Србије у Букурешту с бугарским револуционарним комитетом склопила споразум о стварању заједничке државе која би се звала Бугаро-Србија или Србо-Бугарска, а за владара био предвиђен српски кнез Михаило Обреновић.
- 1907 — Земљотрес разорио град Кингстон на Јамајци и усмртио око 1.000 људи.
- 1943 — Други светски рат: У Казабланки почела конференција лидера савезничких снага у Другом светском рату Рузвелта, Черчила и Де Гола. На конференцији која је завршена 26. јануара закључено да силе Осовине морају безусловно капитулирати и прецизиран датум искрцавања савезника у Италији.
- 1953 — Народна скупштина Југославије изгласала уставни закон којим је уведено друштвено власништво и самоуправљање произвођача. Уместо владе и министарстава уведена извршна већа и државни секретаријати. Маршал Јосип Броз изабран за првог председника Савезног извршног већа, а уједно и председника Југославије.
- 1969 — 
  - Велики пожар и низ експлозија који су избили на америчком носачу авиона УСС Ентерпрајз су усмртили 28 морнара, повредили 314 и уништили 15 авиона.
  - Вештачки сателити: Лансиран совјетски васионски брод „Сојуз 4“ с космонаутом Владимиром Шаталовим, дан касније „Сојуз 5“ у ком су били Борис Вољанов, Алексеј Јелисејев и Јевгениј Крунов. Два брода се потом спојила, космонаути Јелисејев и Крунов прешли у „Сојуз 4“. То је било прво спајање васионских бродова с људском посадом у Земљиној орбити.
- 1990 — У нападима Азера убијено најмање 20 јерменских цивила у главном граду Азербејџана Бакуу.
- 1991 — Тероризам: У Тунису убијена три блиска сарадника Јасера Арафата, међу којима Абу Ијад, један од оснивача Палестинске ослободилачке организације, што је нанело огромну штету ПЛО, јер је било очито да је атентатор близак врху те организације.
- 1992 — У оквиру Венсовог плана за Крајину у Југославију стигла прва група припадника УН. Касније је на основу резолуције Савета безбедности УН распоређено око 19.000 „плавих шлемова“ у Книнској крајини, Лици, Кордуну, Банији, западној Славонији и у Сремско-барањској области, али то није омело напад Хрватске на западну Славонију 1. маја 1995. и на Книнску крајину, Лику, Кордун и Банију 4. августа 1995.
- 1995 — Рат у БиХ: Пети корпус АРБиХ и припадници ХВО у раним јутарњим сатима нападају положаје ВРС јужно од Бихаћа и ослобађају извор Клокот, Ведро Поље и подпљешивичка насеља.
- 1996 — Председник Гватемале Алваро Арсу позвао, преузимајући дужност шефа државе, левичарске герилце да почну преговоре о окончању 35-годишњег грађанског рата.
- 2000 — Пет босанских Хрвата Зоран, Влатко и Марјан Купрешкић, Владимир Шантић и Драго Јосиповић проглашени кривим пред Међународним судом за ратне злочине у Хагу за масакр 116 Муслимана у Ахмићима у Босни 1993. Осуђени на затворске казне од пет до 25 година. Купрешкићи 23. октобра 2001. проглашени невиним и ослобођени, а осталој двојици казна смањена.
- 2003 — Десетине хиљада људи демонстрирало је у Никозији, приредивши највећи протест у историји Кипра под турском окупацијом, захтевајући окончање деценија изолације.
- 2004 — Италијанска и египатска полиција ухапсила Риту Алгранати, припадницу левичарске терористичке групе Црвене бригаде, која је учествовала у отмици и убиству бившег италијанског премијера Алда Мора 1978. године.
- 2005 — Вештачки сателити: После седам година путовања, европска сонда "Хајгенс" успела је да се спусти на Сатурнов месец Титан и пошаље прве фотографије контроли лета у Дармштату.
- 2010 — Јемен је објавио рат против Ал Каиде.
- 2011 — Бивши председник Туниса Зин ел Абидин бен Али је побегао у Саудијску Арабију, након низа демонстрација против његовог режима, што се сматра годишњицом Туниске револуције и почетком Арапског пролећа.
- 2016 — Тероризам: Nekoliko eksplozija i pucnjava s početkom 10:50 sati po lokalnom vremenu (UTC+7) ubilo je 7, a ranilo 24 ljudi u terorističkom napadu u Џakarti.
- 2021 — Импичмент: Представнички дом америчког Конгреса изгласао је опозив одлазећег америчког председника Доналда Трампа после заузимања зграде Капитола чиме је он постао први председник у историји САД који је опозван два пута.

## Рођења
- 1836 — Анри Фантен-Латур, француски сликар и графичар. (прем. 1904)[1]
- 1841 — Берта Моризо, француска сликарка. (прем. 1895)[2]
- 1875 — Алберт Швајцер, алзашко-немачки лекар, теолог, филозоф, писац и музичар, добитник Нобелове награде за мир (1952). (прем. 1965)[3]
- 1886 — Хју Лофтинг, енглески писац, познат по делима за децу и младе. (прем. 1947)[4]
- 1890 — Петар Добровић, српски сликар и политичар. (прем. 1942)[5]
- 1892 — Милош Н. Ђурић, српски класични филолог, хелениста, филозоф, преводилац, педагог и члан САНУ. (прем. 1967)[6]
- 1897 — Васо Чубриловић, српски историчар, политичар и члан САНУ. (прем. 1990)[7]
- 1901 — Алфред Тарски, пољски математичар и логичар. (прем. 1983)[8]
- 1923 — Михајло Бата Паскаљевић, српски глумац. (прем. 2004)[9]
- 1929 — Александар Петровић, српски редитељ, сценариста и филмски теоретичар. (прем. 1994)[10]
- 1929 — Лазар Трифуновић, српски историчар уметности, ликовни критичар и педагог. (прем. 1983)
- 1935 — Вукан Вучић, српски инжењер саобраћаја, академик.[11]
- 1941 — Феј Данавеј, америчка глумица.[12]
- 1941 — Милан Кучан, словеначки политичар, 1. председник Словеније (1991—2002).
- 1948 — Карл Ведерс, амерички глумац и играч америчког фудбала. (прем. 2024)[13]
- 1953 — Радмила Живковић, српска глумица. (прем. 2024)[14]
- 1956 — Ново Пржуљ, академик је Академије науке и умјетности Републике Српске.[15]
- 1963 — Стивен Содерберг, амерички редитељ, сценариста, продуцент и глумац.[16]
- 1966 — Марко Хијетала, фински музичар, најпознатији као басиста и певач групе .[17]
- 1967 — Зек Вајлд, амерички музичар, најпознатији као оснивач, гитариста и певач групе Black Label Society.
- 1967 — Емили Вотсон, енглеска глумица.[18]
- 1969 — Џејсон Бејтман, амерички глумац, редитељ и продуцент.[19]
- 1969 — Дејв Грол, амерички музичар, најпознатији као члан група Foo Fighters и Nirvana.[20]
- 1970 — Един Мујчин, босанскохерцеговачки фудбалер.[21]
- 1971 — Антониос Никополидис, грчки фудбалски голман и фудбалски тренер.[22]
- 1972 — Жикица Милосављевић, српски рукометаш.[23]
- 1973 — Ђанкарло Физикела, италијански аутомобилиста, возач Формуле 1.[24]
- 1977 — Хуан Пабло Раба, колумбијски глумац.[25]
- 1980 — Андрија Жижић, хрватски кошаркаш.[26]
- 1981 — Јадранка Ђокић, хрватска глумица.[27]
- 1982 — Виктор Валдез, шпански фудбалски голман.[28]
- 1983 — Александар Гајић, српски кошаркаш.[29]
- 1986 — Јоан Кабај, француски фудбалер.[30]
- 1990 — Грант Гастин, амерички глумац и певач.[31]
- 1996 — Андреј Магдевски, македонски кошаркаш.[32]
- 1998 — Филип Станић, немачки кошаркаш.[33]
- 1999 — Андрија Марјановић, српски кошаркаш.[34]

## Смрти
- 1236 — Свети Сава, први српски архиепископ (рођ. 1174)[35]
- 1742 — Едмунд Халеј, енглески астроном и геофизичар. (рођ. 1656)[36]
- 1753 — Џорџ Беркли, ирски филозоф (рођ. 1685)[37]
- 1898 — Луис Керол, енглески писац и математичар. (рођ. 1832)[38]
- 1922 — Павле Јуришић Штурм, генерал српске војске. (рођ. 1848)[39]
- 1957 — Хемфри Богарт, амерички глумац. (рођ. 1899)[40]
- 1971 — Александар Соловјев, руски историчар и српски научник. (рођ. 1890)
- 1978 — Курт Гедел, аустријско-амерички математичар и логичар. (рођ. 1906)[41]
- 1991 — Михаило Стевановић, српски филолог. (рођ. 1903)[42]
- 2000 — Мирослав Радојчић, новинар и шаховски мајстор. (рођ. 1920)[43]
- 2006 — Шели Винтерс (Ширли Шрифт), америчка филмска глумица, добитница "Оскара". (рођ. 1923)[44]
- 2009 — Душан Џамоња, хрватски вајар. (рођ. 1928)[45]
- 2014 — Милутин Достанић, српски математичар. (рођ. 1958)[46]
- 2016 — Алан Рикман, британски глумац и редитељ. (рођ. 1946)[47]
- 2019 — Миодраг Радовановић, српски глумац (рођ. 1929)[48]

## Празници и дани сећања
- 1840 — У кнежевини Србији за школску славу проглашен Савиндан, празник у спомен на српског просветитеља и заштитника школства, Светог Саву. Прва прослава Светог Саве одржана 1812. у Земуну, а химна Светом Сави први пут изведена 1839. у Сегедину.
- Српска православна црква слави[49]:
  - Обрезање Исуса Христа
  - Светог Василија Великог, архиепископа Кесаријског
  - Светог мученика Теодота
  - Светог мученика Василија Анкирсог
  - Светог Григорија, оца Григорија Богослова
  - Светог Теодосија Триглијског, игумана Триглијског
  - Светог Петра Пелопонеског